# Notre-Dame-de-l’Isle
Notre-Dame-de-l’Isle – miejscowość i gmina we Francji, w regionie Normandia, w departamencie Eure. Przez miejscowość przepływa Sekwana.
Według danych na rok 1990 gminę zamieszkiwały 584 osoby, a gęstość zaludnienia wynosiła 49 osób/km² (wśród 1421 gmin Górnej Normandii Notre-Dame-de-l’Isle plasuje się na 398 miejscu pod względem liczby ludności, natomiast pod względem powierzchni na miejscu 246).